# Czerwonki (Mrągowo)
Czerwonki [t͡ʂɛrˈvɔnki] (deutsch Czerwanken, 1930–1945 Rotenfelde) ist ein Dorf in der polnischen Woiwodschaft Ermland-Masuren. Es gehört zur Gmina Mrągowo (Landgemeinde Sensburg) im Powiat Mrągowski (Kreis Sensburg).

## Geographische Lage
Czerwonki liegt am Westufer des Ixtsees (polnisch Jezioro Juksty) in der südlichen Mitte der Woiwodschaft Ermland-Masuren, vier Kilometer südöstlich der Kreisstadt Mrągowo (deutsch Sensburg).

## Geschichte
Gegründet wurde das nach 1785 Zerwanken und bis 1930 Czerwanken genannte Dorf. im Jahr 1559 Es bestand ursprünglich aus ein paar kleinen Höfen, später stieg seine Bedeutung mit der Errichtung einer Ziegelei, die einen Kilometer nördlich des Dorfes stand. Zwischen 1874 und 1945 war das Dorf in den Amtsbezirk Muntowen (polnisch Muntowo) eingegliedert, der – 1938 in Amtsbezirk Muntau umbenannt – zum Kreis Sensburg im Regierungsbezirk Gumbinnen (ab 1905 Regierungsbezirk Allenstein) in der preußischen Provinz Ostpreußen gehörte. 
Aufgrund der Bestimmungen des Versailler Vertrags stimmte die Bevölkerung in den Volksabstimmungen in Ost- und Westpreussen am 11. Juli 1920 über die weitere staatliche Zugehörigkeit zu Ostpreußen (und damit zu Deutschland) oder den Anschluss an Polen ab. In Czerwanken stimmten 80 Einwohner für den Verbleib bei Ostpreußen, auf Polen entfielen keine Stimmen.
Am 28. Juli 1930 wurde Czerwanken in Rotenfelde umbenannt.
Als 1945 in Kriegsfolge das gesamte südliche Ostpreußen an Polen überstellt wurde, war auch Rotenfelde davon betroffen. Es erhielt die polnische Namensform Czerwonki und ist heute eine Ortschaft im Verbund der Gmina Mrągowo (Landgemeinde Sensburg) im Powiat Mrągowski (Kreis Sensburg), bis 1998 der Woiwodschaft Olsztyn (Allenstein), seither der Woiwodschaft Ermland-Masuren zugehörig.

### Einwohnerentwicklung
| Jahr | Anzahl |
| ---- | ------ |
| 1818 | 63     |
| 1867 | 125    |
| 1885 | 113    |
| 1898 | 115    |
| 1905 | 144    |
| 1910 | 152    |
| 1933 | 172    |
| 1939 | 154    |
| 2011 | 82     |

## Religion

### Evangelische Kirche
Evangelischerseits war Czerwanken bzw. Rotenfelde bis 1945 in die evangelische Pfarrkirche Sensburg in der Kirchenprovinz Ostpreußen der Evangelischen Kirche der Altpreußischen Union eingepfarrt. Auch heute besteht der Bezug Czerwonkis zum jetzt St.-Trinitatis-Kirche genannten Gotteshaus in der Kreisstadt, nun jedoch in der Diözese Masuren der Evangelisch-Augsburgischen Kirche in Polen.

### Katholische Kirche
Auch katholischerseits bestand vor 1945 der Bezug zur Kreisstadt Sensburg und der dortigen Pfarrkirche St. Adalbert. Sie ist auch heute noch geistliches Zentrum für die Katholiken in Czerwonki, allerdings nun dem Erzbistum Ermland der polnischen katholischen Kirche zugeordnet.

## Verkehr
Zum Schienennetz der Polnischen Staatsbahn (PKP) gibt es für Czerwonki keine Anbindung. Trotz seiner abseitigen Lage ist Czerwonki jedoch gut über eine Nebenstraße zu erreichen, die die polnische Landesstraße 59 (einstige deutsche Reichsstraße 140) bei Wola Muntowska (Muntowenwolla) mit der Landesstraße 16 (frühere Reichsstraße 127) bei Probark (Neu Proberg) verbindet.